# Галлодоро
Галлодоро, Ґаллодоро (італ. Gallodoro, сиц. Jaddudoru) — муніципалітет в Італії, у регіоні Сицилія,  метрополійне місто Мессіна.
Галлодоро розташоване на відстані близько 510 км на південний схід від Рима, 175 км на схід від Палермо, 39 км на південний захід від Мессіни.
Населення — 363 особи (2014).
Щорічний фестиваль відбувається 15 серпня. Покровитель — св. Теодор Тирон.

## Демографія
Населення за роками:

Станом на 1 січня 2023 року в муніципалітеті офіційно проживали 23 іноземці з 8 країн, серед них 19 громадян країн Євросоюзу.

## Сусідні муніципалітети
- Форца-д'Агро
- Летоянні
- Монджуффі-Мелія